# Dyoplosaurus acutosquameus
 Dyoplosaurus acutosquameus — вид птахотазових динозаврів родини Анкілозаврові (Ankylosauridae). Вид існував у кінці крейдяного періоду (76,5 млн років тому). Скам'янілі рештки знайдено в Канаді в провінції Альберта у відкладеннях формування Парк Динозаврів. Описаний по голотипу ROM 784 , що містить рештки черепа, фрагментів щелепи, десяти ребер, крижів, кісток хвоста, частин таза, лівої п'ясткової кістки, лівої задньої кінцівки.

## Опис
Динозавр сягав 4-4,5 м завдовжки та 1,7 м заввишки. Череп сягав 35 см довжини.